# 扎尼斯·佩內斯
扎尼斯·佩內斯（1990年8月2日—），拉脫維亞籃球運動員，現在效力於拉脫維亞籃球聯賽球隊BK Ventspils。他也代表拉脫維亞國家籃球隊參賽。